# Banshee – Small Town. Big Secrets.
Banshee – Small Town. Big Secrets. (Originaltitel: Banshee) ist eine US-amerikanische Fernsehserie, die am 11. Januar 2013 beim Bezahlfernsehsender Cinemax ihre Premiere hatte. Bei der Serie handelt es sich um eine Action-Krimiserie mit zahlreichen Gewalt-, Sex- und Dramaszenen.

## Handlung
Ein Meisterdieb wird nach einer langen Haftstrafe wegen Diamantendiebstahls aus dem Gefängnis entlassen. Im fiktiven Ort Banshee im US-Staat Pennsylvania trifft er seine ehemalige Geliebte und Komplizin Ana, die hier unter dem Namen Carrie eine bürgerliche Existenz mit Ehemann und zwei Kindern führt. Als der neue Sheriff des Ortes unmittelbar nach seiner Ankunft am Stadtrand in einer Auseinandersetzung mit örtlichen Kriminellen stirbt, übernimmt er dessen Identität und Amt. Der von ihm und Ana seinerzeit betrogene Boss der ukrainischen Mafia, Mr. Rabbit, will Rache für die ihm nicht übergebene Diamantenbeute. Gleichzeitig sorgt in Banshee Kai Proctor, ein verstoßenes, ehemaliges Mitglied der Amischen für raue Sitten: durch illegales Glücksspiel, Drogen und Bestechung.

## Besetzung und Synchronisation
Die deutsche Synchronisation entstand unter der Dialogregie von Pierre Peters-Arnolds durch die Synchronfirma Cinephon Filmproduktions GmbH in Berlin.
| Rollenname                | Schauspieler       | Hauptrolle (Staffeln) | Nebenrolle (Staffeln) | Synchronsprecher           |
| ------------------------- | ------------------ | --------------------- | --------------------- | -------------------------- |
| Lucas Hood                | Antony Starr       | 1–4                   |                       | Michael Deffert            |
| Anastasia/Carrie Hopewell | Ivana Miličević    | 1–4                   |                       | Katharina Spiering         |
| Kai Proctor               | Ulrich Thomsen     | 1–4                   |                       | Bernd Vollbrecht           |
| Sugar Bates               | Frankie Faison     | 1–4                   |                       | Uli Krohm                  |
| Job                       | Hoon Lee           | 1–4                   |                       | Florian Halm               |
| Gordon Hopewell           | Rus Blackwell      | 1–3                   |                       | Johannes Berenz            |
| Brock Lotus               | Matt Servitto      | 1–4                   |                       | Peter Reinhardt            |
| Emmett Yawners            | Demetrius Grosse   | 1–2                   |                       | Matti Klemm                |
| Siobhan Kelly             | Trieste Kelly Dunn | 1–3                   |                       | Nicole Hannak              |
| Deva Hopewell             | Ryann Shane        | 1–4                   |                       | Marie Christin Morgenstern |
| Dan Kendall               | Daniel Ross Owens  | 1                     |                       | Nico Mamone                |
| Rebecca Bowman            | Lili Simmons       | 1–4                   |                       | Nadine Leopold             |
| Igor ‘Mr. Rabbit’ Rabitov | Ben Cross          | 1–2                   |                       | K. Dieter Klebsch          |
| Alex Longshadow           | Anthony Ruivivar   | 2                     | 1, 3                  | Viktor Neumann             |
| Chayton Littlestone       | Geno Segers        | 3                     | 2, 4                  | Milton Welsh               |
| Alison Medding            | Afton Williamson   | 3                     | 2                     |                            |
| Douglas Stowe             | Langley Kirkwood   | 3                     |                       |                            |
| Clay Burton               | Matthew Rauch      | 4                     | 1–3                   | Peter Lontzek              |
| Kurt Bunker               | Tom Pelphrey       | 4                     | 3                     | Jesco Wirthgen             |
| Calvin Bunker             | Chris Coy          | 4                     | 3                     | Fabian Oscar Wien          |

## Ausstrahlung

### Vereinigte Staaten
In den Vereinigten Staaten begann die Ausstrahlung der zehnteiligen ersten Staffel am 11. Januar 2013. Mit Banshee erhielt der US-amerikanische Bezahlsender Cinemax seine bisher höchsten Einschaltquoten für eine Serie in der Erstausstrahlung. So verfolgten die erste Staffel durchschnittlich 433.000 Zuschauer live und 727.000 Zuschauer in den folgenden 7 Tagen nach der Ausstrahlung. Das Finale der ersten Staffel am 15. März 2013 sahen in der Erstausstrahlung 455.000 und in der ersten Wiederholung 655.000 Zuschauer. Bereits nach drei ausgestrahlten Episoden gab der Sender Ende Januar 2013 die Verlängerung um eine zweite Staffel bekannt, die vom 10. Januar bis zum 14. März 2014 zu sehen war. Ende Januar 2014 wurde die Produktion einer dritten Staffel angekündigt. Die Ausstrahlung der dritten Staffel begann am 9. Januar 2015. Cinemax genehmigte im Februar 2015 eine vierte Staffel des Formats, die laut Aussagen des Senders die letzte ist.

### Deutschsprachiger Raum
Alle bisherigen Staffeln wurden in deutscher Übersetzung beim Bezahlfernsehsender Sky Atlantic HD gezeigt. Dies begann mit der ersten Staffel am 11. Juli 2013. Die zweite Staffel konnte auf SkyGo im englischen Original einen Tag nach der USA-Erstausstrahlung angeschaut werden.

### International
Die Serie wurde in mehrere Länder verkauft. So wurde Banshee ab 2014 in Frankreich auf Canal+ und in Italien auf Sky Atlantic ausgestrahlt.